# Peter-Michael Kolbe
Peter-Michael Kolbe, född 1 augusti 1953 i Hamburg, död 8 december 2023 i Lübeck, Schleswig-Holstein, var en tysk roddare som under sin aktiva karriär tävlade för Västtyskland.
Han tog OS-silver i singelsculler i samband med de olympiska roddtävlingarna 1988 i Seoul.